# Chelonoidis chilensis
La tartaruga terrestre argentina (Chelonoidis chilensis (Gray, 1870) è una tartaruga della famiglia Testudinidae che vive in Argentina e nel sud-ovest del Paraguay.
È stata descritta nel 1870 dallo zoologo George Robert Gray, che si basò su alcuni esemplari provenienti dal Cile (da cui il nome specifico latino).

## Biologia
È una specie strettamente erbivora. Si nutre di foglie, erbe, frutti, tuberi e cactus.

## Distribuzione e habitat
Predilige gli habitat rocciosi.

## Tassonomia
Sono note 3 sottospecie:
- Chelonoidis chilensis chilensis (Gray, 1870)
- Chelonoidis chilensis donosobarrosi (Freiberg, 1973)
- Chelonoidis chilensis petersi (Freiberg, 1973)